# هری بیکر (بازیکن فوتبال، زاده ۱۹۹۰)
هری بیکر (انگلیسی: Harry Baker؛ زادهٔ ۲۰ سپتامبر ۱۹۹۰) بازیکن فوتبال اهل بریتانیا است.
از باشگاه‌هایی که در آن بازی کرده‌است می‌توان به باشگاه فوتبال لیتون اورینت، باشگاه فوتبال ولینگ یونایتد، باشگاه فوتبال بیشاپس استورتفورد، باشگاه فوتبال بیلریکای، باشگاه فوتبال گرایس اتلتیک، و باشگاه فوتبال دوور اتلتیک اشاره کرد.